# 876
876 (DCCCLXXVI) var ett skottår som började en söndag i den julianska kalendern.

## Händelser

### Okänt datum
- Karl den skallige blir kung av Italien.
- Rimbert färdigställer verket Viti Anskarii (Ansgars levnad).

## Födda
- Henrik I av Sachsen, kung av Tyskland.
- Ivan Rilski, grundare av Rilaklostret och Bulgariens nationalhelgon.

## Avlidna
- 28 augusti – Ludvig den tyske, kung av Östfrankiska riket sedan 843
- Emma av Altdorf, drottning av Östfrankiska riket.